# Irina Brjevskaïa
Irina Brjevskaïa (Moscou, 27 décembre 1929 - Moscou, 17 avril 2019) est une chanteuse et soprano russe. 

## Distinctions
- Ordre de l'Honneur